# Набережна Тель-Авіва
32°04′11″ пн. ш. 34°45′48″ сх. д. / 32.069710° пн. ш. 34.763464° сх. д.

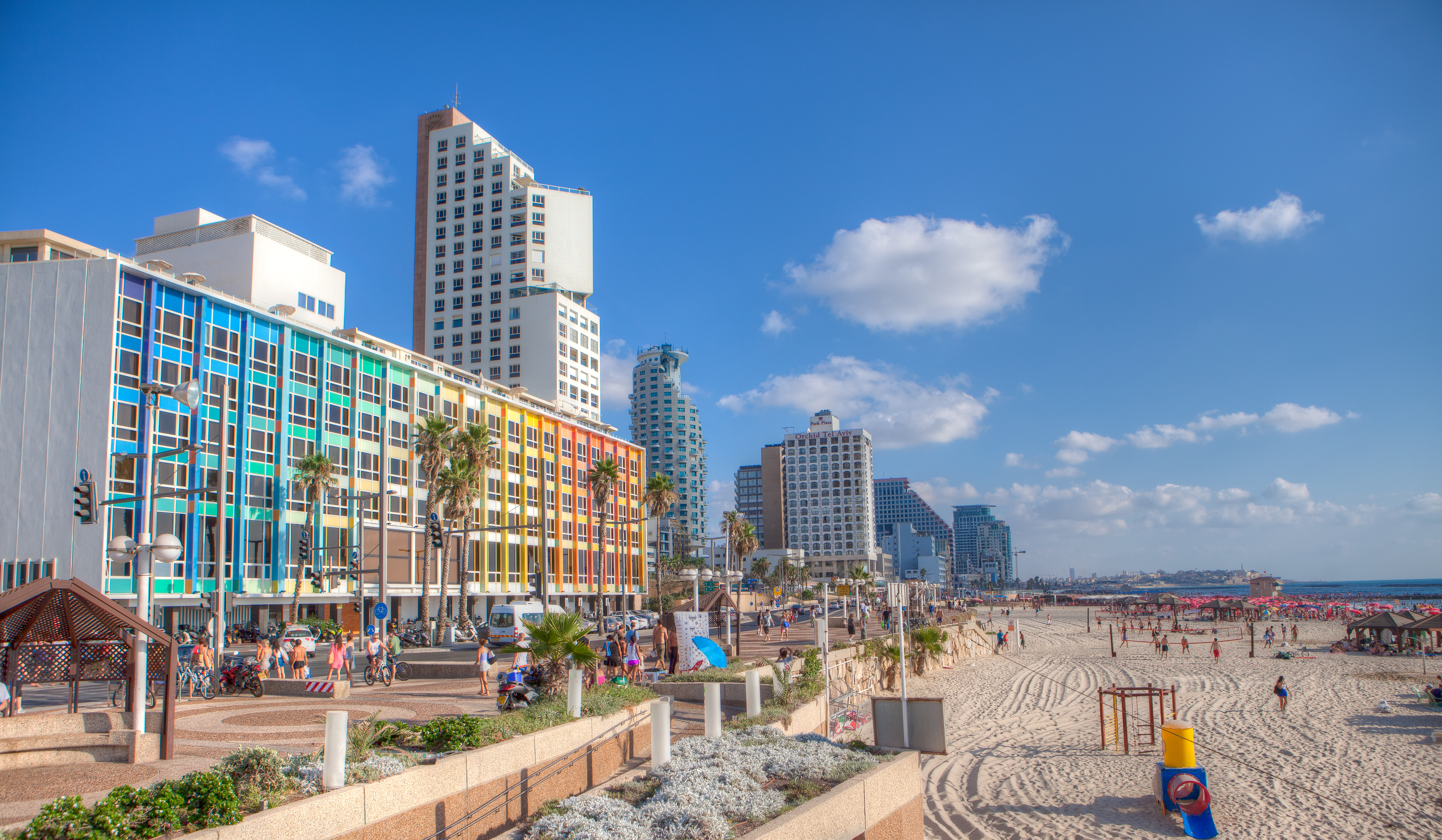
Набережна Тель-Авіва

Набережна Тель-Авіва (івр. טיילת תל אביב-יפו , на івриті зазвичай просто Тайєлет, הטיילת‬ «Променад») проходить уздовж узбережжя Середземного моря моря в Тель-Авіві, Ізраїль.

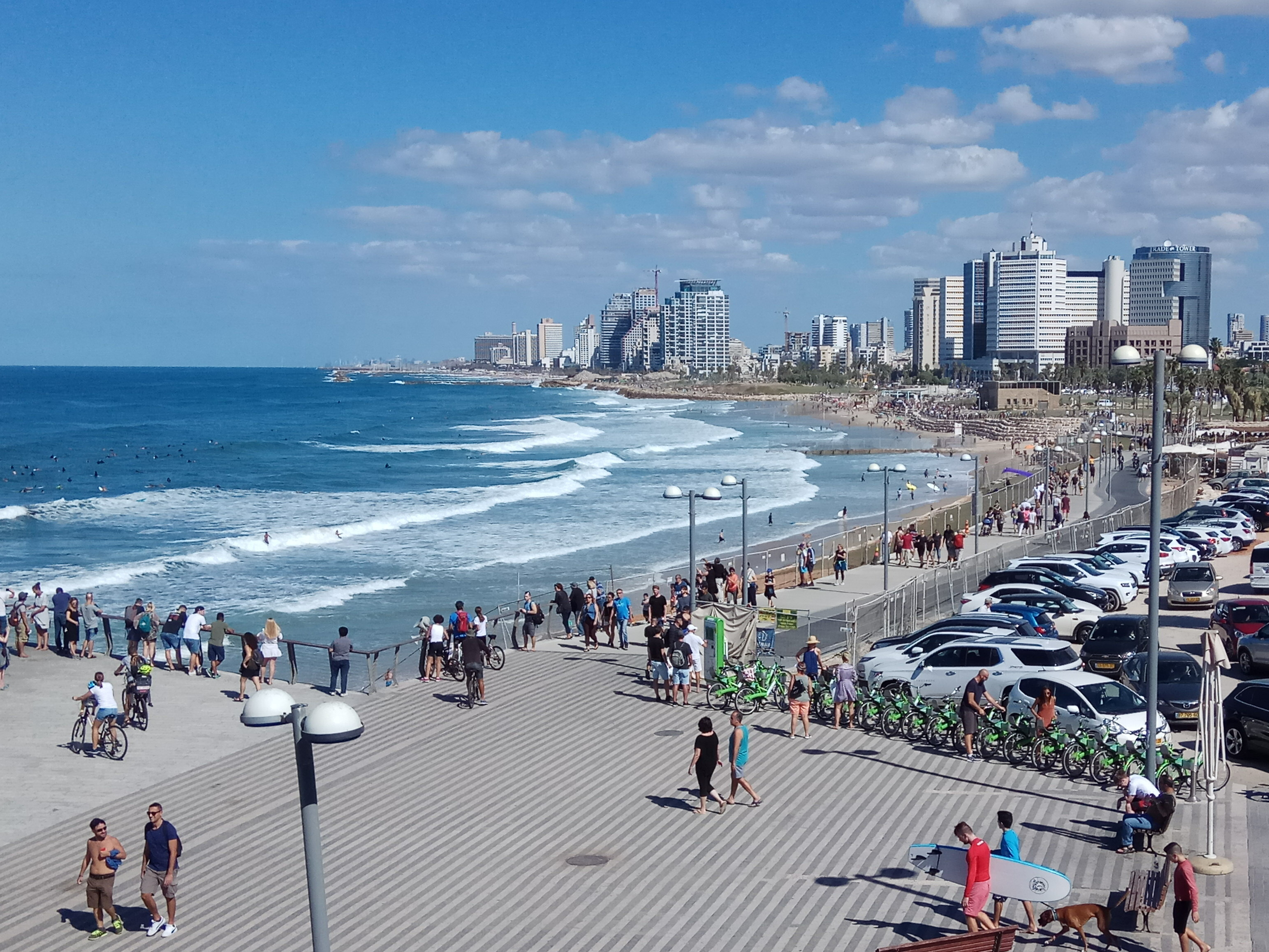
Вид зі Stay Hotel у Яффі

## Історія
Наприкінці 1930-х років міська рада вирішила побудувати набережну для відокремлення місць для купання від пішохідних та прогулянкових доріжок. Вона простягалася від пляжу Бограшов до місця, де зараз розташований Єрусалимський (колишній Геула) пляж. Запровадження набережної стало переломним моментом у загальному сприйнятті берегової лінії міста.

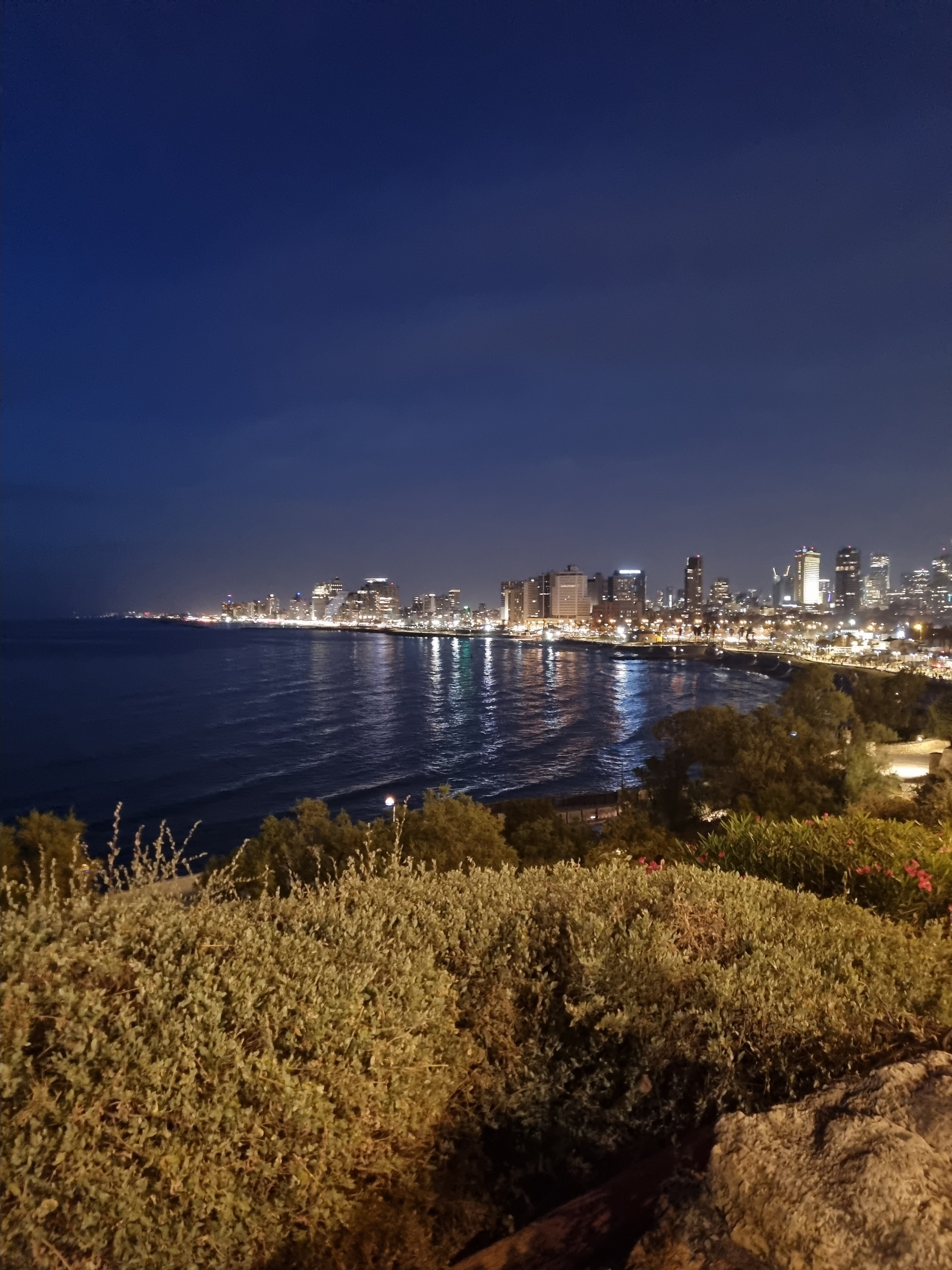
Нічний вид з Яффи

Тим часом у вересні 1939 року почалася Друга світова війна, і британський мандатний режим заборонив купання. Внаслідок цього пляжі міста були покинуті й занедбані. Крім того, нове місто розвивалося та виливало стічні води в море, тому пляжі були закриті для купання з санітарних причин. Приморські готелі та кафе перетворювалися на сумнівні бари, гральні заклади та публічні будинки. Громадськість цуралася цього району, а міські осередки відпочинку були перенесені до центру, в такі місця, як вулиця Дізенґоф.

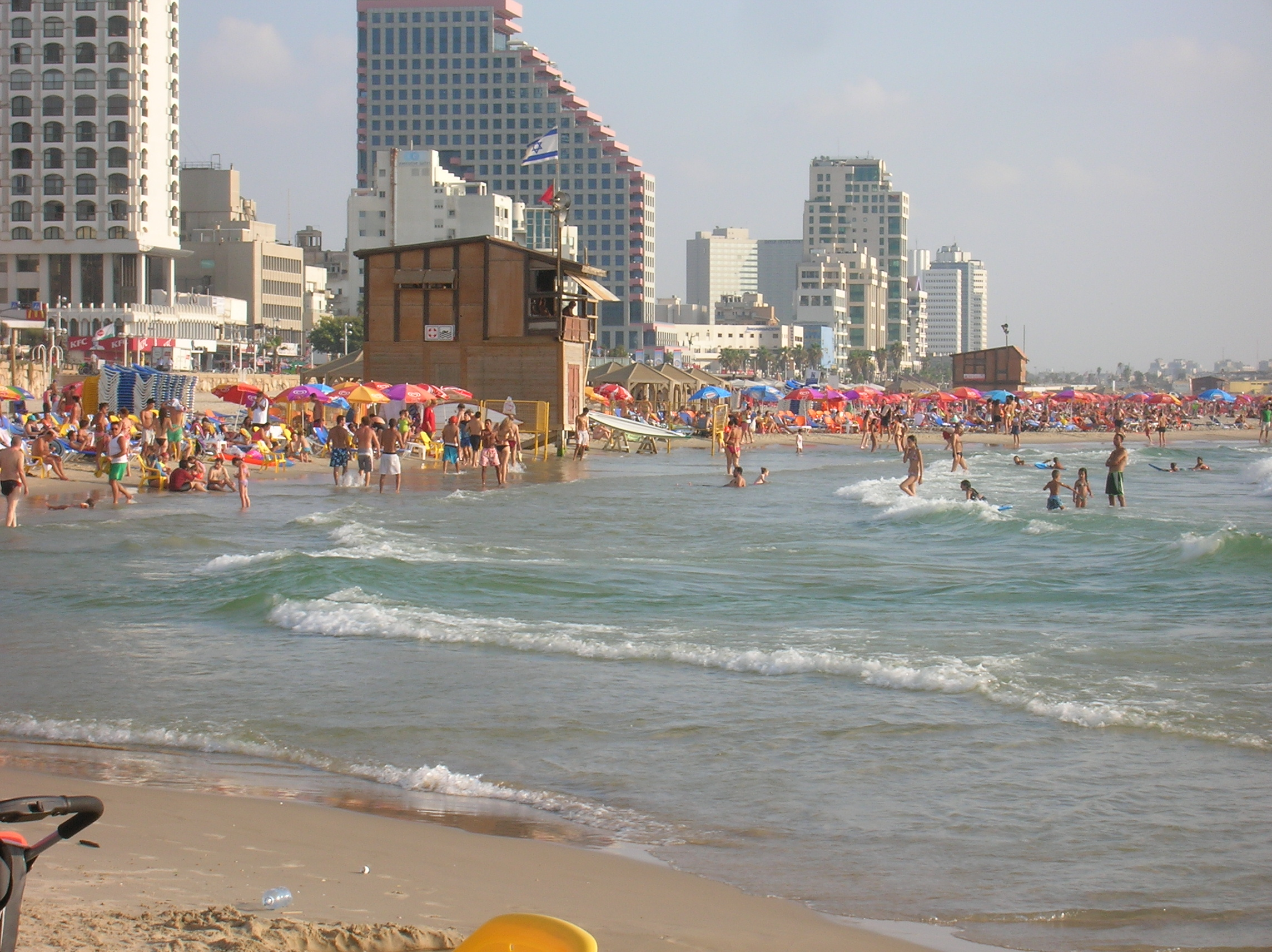
Пляж

У 1942 році в північній частині набережної була закладена Лондонська площа. У 1953 році на гравійному пагорбі над пляжем Хілтон був заснований Сад Незалежності («Ґан га-ацмаут»). На момент відкриття порту Ашдода в 1965 році були закриті порти Тель-Авів і Яффа.
У 1980-х роках у Гуш-Дані були створені очисні споруди Шафдан, і відтак стічні води стали надходити на завод, а не в море. Це дозволило очистити пляжі та підготуватися до відкриття купання. У той період були встановлені хвилерізи томболо, що призвело до значного розширення пляжів, дозволивши їм приймати більшу кількість людей. У рамках проєкту відреставровано та відкрито пляжні споруди.
У 2011 році муніципалітет Тель-Авіва відновив і модернізував набережну, і сьогодні вона пролягає на 14 кілометрів від Герцлії до Бат-Яму.

## Секції
- Набережна Тель-Барух — проходить між пляжем Тель-Барух на півночі та річкою Яркон на півдні. Вона була відкрита у 2009 році в районі, який раніше належав електростанції Редінг та аеродрому Сде Дов. Для будівництва набережної знадобився довгий пішохідний міст над доками електростанції. Він вимощений бетоном, з окремими доріжками для пішоходів і велосипедистів. Східна сторона, що прилягає до Сде Дов, вкрита прибережною рослинністю, тоді як із західної сторони відкривається доступ до неоформленого пляжу вздовж неї. Ця ділянка набережної здебільшого відокремлена від міста, хоча тут планується значна забудова після перенесення аеродрому.
- Портова набережна пролягає вздовж відреставрованого порту Тель-Авіва між гирлом річки Яркон і пляжем Мецізім. Вона відкрита 2005 року і складається з дерев'яної палуби, побудованої вздовж старої морської дамби порту. Має переважно комерційний характер, з багатьма кав'ярнями, ресторанами та магазинами, але без пляжів для купання.
- Набережна Меціцім/Хілтон. Ця набережна проходить між пляжем Меціцім на півночі та пляжем Гордон на півдні. Вона має дві окремі частини: стару між пляжами Мецізім і Хілтон і нову між Хілтоном і Гордоном. Вона дещо вужча, ніж набережна Лахат, через розташування між обривами морського піску і власне пляжем.
- Набережна Лахат (вул. Герберт Самуель) — головна набережна Тель-Авіва, що веде від пляжу Гордон до пляжу Авів. Набережна була побудована в 1939 році як вузька смуга, піднесена над рівнем моря. У 1980-х її знесли під час підготовки до реконструкції. Перша секція була відкрита для відвідування 1982-го. Нова набережна широка і вимощена галькою; від пляжу її відділяє вузька смуга берегової рослинності; є кілька художніх скульптур і меморіальних дошок. У 1998 році набережну було перейменовано на честь колишнього мера Шломо Лахата[en], який обіймав посаду під час будівництва та сприяв цьому процесові.
- Набережна Шаар-ле-Яфо (Ворота до набережної Яффи) — ділянка, що з'єднує парк Чарльза Клора та Яффу.
- Набережна Хомот-га-Ям (набережна Морських бар'єрів) — ділянка, що з'єднує набережну Шаар-Ле-Яфо і порт Яффи. На тротуарі набережної видніються контури зруйнованих стародавніх стін Яффи.